# 동물섬유

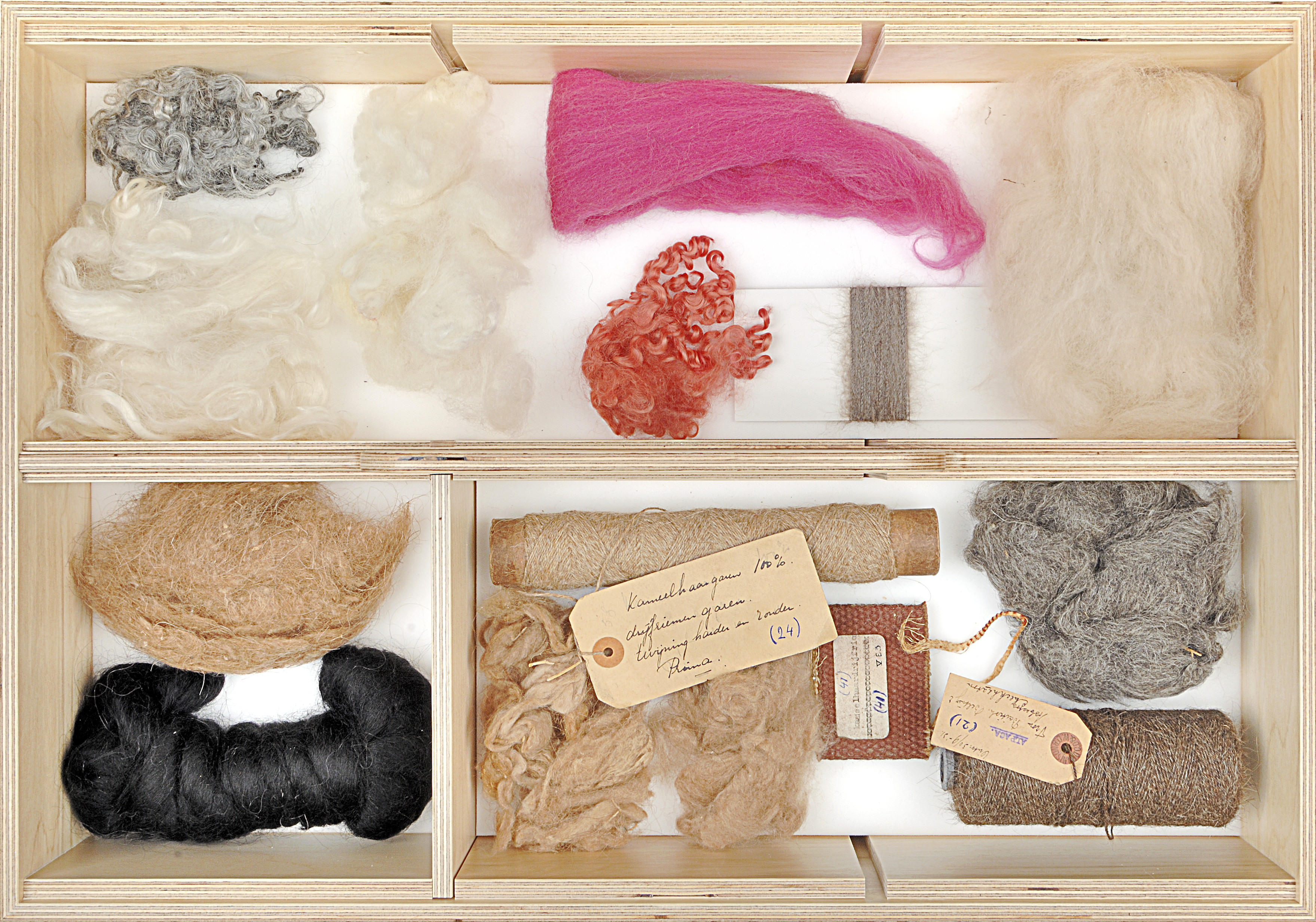

동물섬유(動物纖維)는 대개가 동물의 특정한 단백질로 만든 천연섬유를 가리킨다. 이를테면 비단, 털(양모 포함), 깃털을 들 수 있다.

## 비단
누에가 고치를 다 만들었을 때 이를 가열하여 속에 들어 있는 번데기를 죽이고, 건조시켜 오랫동안 저장할 수 있도록 한다. 그리하여 집하(集荷)된 고치에서 실을 빼내기 위해 고치를 삶아서 생사를 부착(附著)되어 있는 세리신(sericin)을 일부 녹여, 섬유가 풀려나가기 쉽도록 한다. 다음에 누에가 고치를 만들기 시작한 실마리를 찾아 수개의 고치로부터 다발로 실을 감아 생사(生絲)를 만든다. 이 조작(操作)을 조사(操絲)라고 한다. 생사는 70∼80%의 피브로인(fibroin)과 20∼30%의 세리신(sericin)을 주성분으로 한 2종류의 단백질로 되어 있다. 2줄의 피브로인 섬유의 둘레를 세리신이 뒤덮고 있어서 섬유에 거침성과 점착성을 가져다 주고 있다. 이 때문에 광택이 나쁘나 조사(操絲) 후에 탄산나트륨액이라든가 더운 물로 씻고, 최후에 묽은 초산(醋酸)에 담갔다가 말리면 세리신의 대부분이 녹아 아름다운 광택을 지닌 견사가 된다. 세리신을 제외한 이 조작을 견련(絹練)이라 하고, 만들어진 견사를 연견(練絹)이라고 부른다. 비단을 구성하고, 그 성질을 부여하고 있는 것은 피브로인이다. 이 단백질은 글리신·알라신을 주체로 하고, 기타 티로신·로이신·세린·페닐알라닌 등의 아미노산으로 되어 있다. 견을 X선으로 조사해 보면 아름다운 간섭무늬가 발견되며 견의 섬유가 고운 결정구조(結晶構造)를 하고 있는 것을 보게 된다. 사실 피브로인 분자는 1줄의 폴리펩티드 사슬이 일직선으로 연장된 상태로서, 서로 이웃한 분자 사슬과 수소결합으로 결합된 구조를 하고 있다. 생사는 강하고 길어지며 또 염색성도 뛰어나며, 특히 그 아름다움 때문에 옛날부터 귀중한 섬유로 여겨져 왔다.

## 양모
양을 쳐서 그 털로 옷감을 만드는 것은 퍽 오랜 옛날부터 있었다. 1년에 1회, 날씨가 따뜻해지기 시작할 즈음에 털을 깎아 내어 비눗물로 씻어서 더러워진 때를 없애고, 방직(紡織)함으로써 의료로 사용한다. 양모는 양(羊)의 종류에 따라서 굵기·길이가 각양각색이며, 털의 표면은 인편(鱗片)으로 뒤덮여 그 단면은 원, 또는 타원형을 이루고 있으며, 전체로서는 오그라져 있다. 양모를 구성하는 물질은, 이미 말한 것처럼 케라틴(keratin)이라고 하는 단백질로서 시스테인·로이신·아르기닌·티로신·알라닌·프로린 등 많은 아미노산이 쇠사슬 모양으로 길게 줄지어서 이룩된 쇄상고분자(鎖狀高分子)이다. 이 단백질의 특징은 시스테인(cystein)이 단백질 분자쇄(分子鎖)의 교량 역할을 하고 있다(〔그림〕－2). 각각의 단백질 분자쇄에 짜넣어져 있는 시스테인이 SH기(基)에 의해서 서로 이웃하고 있던 분자쇄 사이에서 S－S 결합을 만들고 시스테인으로 되어 교량 역할을 하는 것이다. 양모가 탄성이 풍부한 섬유가 된 원인은 바로 이 분자 구조에 있다고 생각해도 좋다. 또 단백질에는 아미노기(基)·카르복시기와 같은 산성이라든가 염기성기가 많이 남아 있기 때문에 산성 염료나 염기성 염료에 의해 염색이 잘 되며, 또 흡수성(吸水性)도 매우 크다.

## 참고 문헌
- 이 문서에는 다음커뮤니케이션(현 카카오)에서 GFDL 또는 CC-SA 라이선스로 배포한 글로벌 세계대백과사전의 내용을 기초로 작성된 글이 포함되어 있습니다.